# Forcepoint
Forcepoint (wcześniej NetPartners, Websense) – amerykańskie przedsiębiorstwo, specjalizujące się w oprogramowaniu zapewniającym internetową kontrolę treści. Pozwala użytkownikom na zablokowanie dostępu do wybranych kategorii stron internetowych, jak np. treści pornograficzne czy portale społecznościowe. Przedsiębiorstwo jest poddawana presji przez instytucje promujące wartości demokratyczne za wspieranie reżimów represyjnych w ograniczaniu wolności słowa.

## Historia
Przedsiębiorstwo zostało założone w roku 1994 przez Phila Trubey. Spółka weszła na amerykańską giełdę (indeks NASDAQ) w 2000 r.
Oprócz filtrowania stron internetowych przedsiębiorstwo jest również znane z dostarczania zabezpieczeń poczty elektronicznej, oraz innych technologii bezpieczeństwa przeznaczonych dla klientów instytucjonalnych w sieci. Oprogramowanie może również mierzyć zagrożenie na podstawie analizy treści przeglądanych witryn. Może również pozwalać administratorom systemowym na zablokowanie dostępu do stron internetowych oraz protokołów w zależności od kategorii i indywidualnych wymagań.
Oprogramowanie działa na zasadzie automatycznego indeksowania kategorii (np. poprzez ułożony przez producenta schemat), bądź indywidualnie tworzenie zbioru zasad określających kategoryzację przez administratora systemu. Funkcjonalność jest zależna bezpośrednio od ustalenia poprawnych zbiorów zasad kontrolujących kategoryzację przeglądanych witryn. Każda kategoria może zostać zablokowana całkowicie bądź okresowo w przypadku gdy nie jest związana z obowiązkami w miejscu pracy.

## Prejęcia
SurfControl został zakupiony przez Websense 3 października 2007.
Deep Content Control jest produktem, który ma na celu ochronę danych poufnych, Websense określało go jako połączenie technologii ThreatSeeker oraz PreciseID. PreciseID używa oprogramowania stworzonego na potrzeby izraelskiego wojska. Firma również posiada produkt z gatunku prewencji przed utratą danych o nazwie Information Leak Prevention, stworzony przez izraelską firmę zajmującą się bezpieczeństwem w sieci, PortAuthority Technologies, nabytą w grudniu 2006 za równowartość 90 milionów
W oświadczeniu o przejęciu PortAuthority Websense zadeklarował, że jest „przygotowany do podtrzymania dalszych badań i rozwoju na terenie Izraela”.
27 stycznia 2009, Websense nabył spółkę Defensio, zajmującą się zabezpieczaniem blogów przed spamem oraz niechcianymi przekierowaniami. Pozwala to na rozszerzenie portfolio sieci ThreatSeeker oraz ma służyć informowaniu administratorów o pojawianiu się niechcianych treści, gdy tylko widoczne będą na ich stronach.

## Kontrowersje

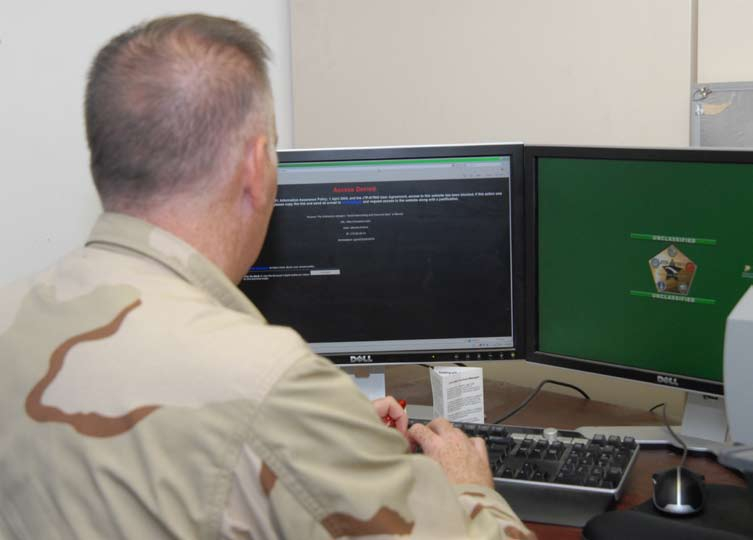
Komputery w Guantanamo są chronione przez Websense

Instytucje zwalczające cenzurze twierdzą, że oprogramowanie projektowane przez Websense służy do cenzurowania wolności wypowiedzi w państwach o naturze represyjnej oraz ograniczonych wolnościach osobistych.
Websense został uznany za posiadający podwójne standardy przez organizację Peacefire, jeśli chodzi o podejmowanie decyzji co do tego, jakie strony mają być blokowane, oraz jest uważany za dyskryminacyjny za blokowanie stron o treściach homoseksualnych bez podłoża pornograficznego.
W raporcie z roku 2005 Amerykańskie Stowarzyszenie Wolności Obywatelskich Websense zostało uznane za „mocno skrzywioną technologię” w odniesieniu do wcześniejszych raportów z roku 2001 o błędnym klasyfikowaniu stron internetowych. ACLU Zauważa również, że o ile technologia przeszła duże usprawnienia od roku 2002, wciąż pozostaje zdania, że oprogramowanie ma skłonności do błędów i blokowania niewinnych stron.
Amnesty International w roku 2004 zażaliło fakt, że chińskie ugrupowania demokratyczne są represjonowane przez używanie oprogramowania Websense przez Rząd ChRL. OpenNet Initiative raportowało również, że Websense jest wykorzystywany przez rząd w Jemenie w celu cenzury stron internetowych.
W oficjalnym komunikacie można przeczytać, że „Websense nie sprzedaje oprogramowania i usług do jednostek rządowych, bądź operatorów internetowych zaangażowanych w jakiekolwiek formy cenzury, oraz nie wejdzie nie zawrze żadnej z jakimikolwiek instytucjami zajmującymi się uciśnianiem swobód obywatelskich. Jedynym wyjątkiem jest zablokowanie dostępu do dziecięcej pornografii oraz zablokowanie dostępu nieletnich do stron o treściach pornograficznych”

## Wpadki
Zdarza się czasami, że filtry Websense określają wadliwie strony internetowe, co powoduje ich blokowanie.
- W 2007 r. strony Normana Finkelsteina oraz Noama Chomskiego zostały zablokowane pod pretekstem ‘rasizm/podżeganie do nienawiści’ na około 24 godziny, do czasu aż Norman Finkelstein złożył skargę w tej sprawie[17].
- W 2009 r. Websense błędnie sklasyfikował stronę producenta routerów Cisco z kategorią ‘strona niebezpieczna/ hackerstwo’[18], zablokowanie www.cisco.com zostało usunięte w bardzo krótkim czasie, ale pokazuje, że istnieje skłonność do fałszywych alarmów ze strony oprogramowania i nie jest to wyłącznością technologii antywirusowych[18].

Ze względu na metodykę filtrowania, użytkownicy mogą mieć zastrzeżony dostęp do stron z poprawną zawartością, ale alarmującą nazwą np. Karzeł Sekstantu zawiera „seks” w nazwie i może zostać zablokowany.

## Dalsze informacje
- Access Denied: The Practice and Policy of Global Internet Filtering, Ronald Deibert, John G. Palfrey, Rafal Rohozinski, Jonathan Zittrain, MIT Press, 2008. ISBN 0-262-54196-3, 9780262541961